# 1896 en chimie
Cet article présente les faits marquants de l'année 1896 en chimie.

## Évènements
- 1er mars : le physicien français Antoine Henri Becquerel découvre par accident la radioactivité naturelle des sels d’uranium. Il annonce la découverte des « rayons uraniques » le lendemain à l'Académie des sciences[1].
- 29 septembre : le chimiste américain Edward Goodrich Acheson obtient une brevet pour un procédé pour la production de graphite synthétique et de cristaux à haut pouvoir abrasif (carborundum)[2].
- Le chimiste letton Paul Walden[3] découvre l'inversion de Walden en travaillant sur les énantiomères de l'acide hydroxybutanedioïque[4].C'est une inversion de configuration d'un centre stéréogène au cours d'une substitution nucléophile bimoléculaire (SN2).

## Publications
- Henri Moissan et L. Ouvrard : Le Nickel, Paris, Gauthier-Villars et fils ; 1986[5].

## Prix
- Médaille Davy : Henri Moissan pour l'isolation du fluor et l'utilisation du four électrique pour la préparation de métaux réfractaires et leurs composés[6],[7].

## Naissances
- 25 février : Ida Tacke (morte en 1978), chimiste allemande.
- 15 avril : Nikolaï Semionov (mort en 1986), un des fondateurs de la chimie physique, créateur de la théorie des polymères, auteur de travaux sur la cinétique chimique et lauréat du prix Nobel de chimie de 1956.
- 27 avril : Wallace Hume Carothers (mort en 1937), chimiste américain.

- 3 mai : Jean Orcel (mort en 1978), physicien, chimiste, minéralogiste et professeur français.

- 17 mai : Ida Rolf (mort en 1979), biochimiste américaine.

- 7 juin : Robert Mulliken (mort en 1986), physicien et chimiste américain, prix Nobel de chimie en 1966.

- 9 août : Erich Hückel (mort en 1980), physicien et chimiste allemand.
- 11 août : Théophile Cahn (mort en 1986), médecin et physico-chimiste français.
- 15 août : Gerty Theresa Cori (mort en 1957), biochimiste américaine.
- 25 septembre : Jacques Errera[8],[9] (mort en 1977), physico-chimiste belge, spécialisé dans la constitution moléculaire de la matière.
- 6 octobre : Nine Choucroun (morte en 1978), biochimiste française.
- 28 novembre : Leonid Andrussow (mort en 1988), ingénieur et chimiste allemand.
- 5 décembre : Carl Ferdinand Cori (mort en 1984), biochimiste américain.

## Décès
- 25 mai : Jules Raulin (né en 1836), chimiste et biologiste français.

- 13 juillet : Friedrich Kekulé von Stradonitz (né en 1829), chimiste organicien allemand.

- 1er août : William Grove (né en 1811), avocat et chimiste amateur britannique.
- 10 décembre : Alfred Nobel (né en 1833), chimiste, industriel et fabricant d'armes suédois.